# Giáo hoàng Hônôriô I
Hônôriô I  (Tiếng Latinh: Honorius I) là vị giáo hoàng thứ 70 của Giáo hội Công giáo. Theo niên giám tòa thánh năm 1806 thì ông đắc cử Giáo hoàng vào năm 625 và cai quản giáo hội trong 12 năm 11 tháng 16 ngày. Niên giám tòa thánh năm 2003 xác định Triều đại của ông kéo dài từ ngày 27 tháng 10 năm 625 và kết thúc vào ngày 12 tháng 10 năm 638.
Truyền thông cho rằng, ông sinh tại Campania. Ông đã gửi các thừa sai đi khắp thế giới thời ấy và đã lập lễ Suy tôn Thánh Giá Chúa vào 14-9. Ông giải quyết xung đột giữa Giáo hội Đông Phương và phe ly giáo Aquileia về vấn đề "Ba Chương". Honorius I là một người quản lý tài giỏi. Ông cho tái thiết hệ thống cống dẫn nước ở Trajan và tu bổ lại mái của Đền Thánh Phêrô. Ngài chuyển nhiều toà nhà của Dân Ngoại thành giáo đường Kitô giáo.
Trong Triều đại của ông bắt đầu xuất hiện học thuyết "nhất trí chủ nghĩa" vào khoảng năm 620 do hoàng đế Hêracliô và Đức Thượng Phụ Sergiô (610-638) chủ trương Chúa Ky-tô chỉ có một ngôi vị độc nhất. Cũng như chỉ có một nghị lực, một thần ý (Monénergisme, Monothélisme). Công giáo phân biệt hai bản tính kết hợp làm một nơi Đức Kitô, bè rối Đơn Tính (Monophysisme) bảo có một. Vậy bây giờ ta nói: "Vẫn một Đức Giêsu Kitô Chúa chúng ta duy nhất, Con Một Thiên Chúa, đã làm những hành động thần linh và những hành động nhân loại". Điều này tự nó không có gì sai, duy việc chú giải công thức này mới dẫn tới chỗ tuyên bố rằng: "Ý muốn thần linh là ý muốn duy nhất trong Đức Giêsu, với tư cách là một người, Người không có ý chí, nói chung, Người là một người không hoàn chỉnh"…
Lúc đầu, công việc xem ra tiến triển tốt, đối với Hêracliô và Sergiô. Aicập, Armênia đều theo thuyết bình định mới. Vấn đề được đưa tới đức Giáo hoàng Hônôriô. Ông đã trả lời rằng: " hãy đem vấn đề đó cho các nhà văn phạm, hoặc những người chuyên môn tạo danh từ mới cho con nít". Vị Giáo hoàng không hiểu rõ vấn đề, tưởng rằng đây cũng là một sự tranh chấp về chữ nghĩa, thường xảy ra nơi người Hy Lạp, nên ông đã chấp thuận đề tài người ta trình bày với ông. Trình Bày Đức Tin (Ecthèse)quả là biểu hiện "Nhất ý chủ nghĩa", được Hêracliô công bố thành luật đế quốc.
Năm 681, tức sau một nửa thế kỷ tranh luận sôi nổi, khi Giáo hội Hy Lạp, tại Công đồng Constantinopoli III (680-681), tố cáo và lên án lạc thuyết Monothelisme, thì đồng thời cũng muốn lên án đức Honorius I, khiến tên ông bị gắn liền với tên của giáo chủ Sergius, làm như ông đồng tình với lạc giáo, trong khi ông chỉ "bỏ quyên" bổn phận phải dẹp lạc thuyết đó.